# Файславиці
Файславі́це, українізована форма Файслави́ці (пол. Fajsławice) — село в Польщі, у гміні Файславиці Красноставського повіту Люблінського воєводства.
Населення — 1415 осіб (2011).

## Демографія
Демографічна структура станом на 31 березня 2011 року:
|          | Загалом | Допрацездатний вік | Працездатний вік | Постпрацездатний вік |
| -------- | ------- | ------------------ | ---------------- | -------------------- |
| Чоловіки | 689     | 140                | 479              | 70                   |
| Жінки    | 726     | 130                | 450              | 146                  |
| Разом    | 1415    | 270                | 929              | 216                  |